# Jon Stephenson von Tetzchner
Jon Stephenson von Tetzchner (né le 29 août 1967 à Seltjarnarnes) est un ancien PDG d'Opera Software.

## Biographie
Il faisait originellement partie, avec le Norvégien Geir Ivarsøy d'un groupe de recherche de Telenor, la compagnie norvégienne de téléphone, où il a développé un navigateur nommé MultiTorg Opera. Le projet ayant été abandonné, Geir Ivarsøy et Jon Stephenson von Tetzchner ont obtenu les droits de Telenor d'exploiter le logiciel.
En 2008, Opera est devenu très populaire sur le marché des navigateurs et Opera Software, basée à Oslo, a atteint 510 employés.
Le navigateur Opera prétend être « the fastest browser on Earth » (« le navigateur le plus rapide du monde »).
Le jeudi 21 avril 2005, il a annoncé que, si la version 8 d'Opera était téléchargée un million de fois en quatre jours, il traverserait l'océan Atlantique à la nage (de Norvège aux États-Unis) en s'arrêtant juste pour prendre un chocolat chez sa mère en Islande. Le million a été atteint, et Opera Software a annoncé que von Tetzchner tiendrait parole. Le site officiel d'Opera a relaté les 25 et 26 avril la tentative de traversée de l'Atlantique de son PDG.
À la suite de divergences sur l'avenir du navigateur Opera dont il dirigeait le développement[réf. souhaitée], Jon Stephenson von Tetzchner a annoncé son départ de la société le 24 juin 2011. Il a depuis fondé Vivaldi Technologies et lancé le site vivaldi.net.
En 2015, il lance un nouveau navigateur web : Vivaldi.